# Mathias Emilio Pettersen
Mathias Emilio Pettersen, född 3 april 2000, är en norsk professionell ishockeyspelare, han spelar för Stockton Heat i AHL - 21/22 säsongen. Pettersen har även spelat i Selects Academy (16U), Muskegon Lumberjacks, Omaha Lancers och Lørenskog IK i Norge. Moderklubben är Manglerud Star.
Pettersen valdes av Calgary Flames i NHL Entry Draft 2018.